# 小野塚勝
小野塚 勝（おのづか まさる、1945年1月20日 - ）は、日本の企業経営者。北海道テレビ放送（HTB）の元アナウンサー・報道局長・解説委員。

## 来歴・人物
- 北海道安平町（旧早来町）出身。北海道苫小牧東高等学校、日本大学法学部新聞学科卒業[1]。身長173cm、血液型AB型[1]。
- 1967年北海道放送（HBC）にアナウンサーとして入社するが、翌1968年9月、北海道テレビ開局の際、アナウンサー要員として木島豊アナウンサーと共に同局に移籍入社[1]。アナウンス部長、報道局長を経て、2008年まで解説委員として在籍。
- その後、テレビ番組の企画・制作会社トップシーン札幌の社長、会長を歴任した[2]。

## 過去の担当番組
- イチオシ!（コメンテーター）
- ニュースロータリー
- Myステーション
- 鈴井の巣（第1期の本編ナレーション・D-U-C-A名義）
- 選挙特番（選挙ステーションの道内版）[3]